# Нейдорф (Омська область)
Нейдорф (рос. Нейдорф) — присілок у Мар'яновському районі Омської області Російської Федерації.
Належить до муніципального утворення Москаленське сільське поселення. Населення становить 205 осіб.

## Історія
Згідно із законом від 30 липня 2004 року органом місцевого самоврядування є Москаленське сільське поселення.

## Населення
| 1970 | 1979 | 1989 | 2010 |
| ---- | ---- | ---- | ---- |
| 315  | ↘240 | ↘227 | ↘205 |